# Sky Net Airline
Sky Net Airlines LLC war eine armenische Charterfluggesellschaft mit operativem Sitz in Jerewan und Basis auf dem Flughafen Jerewan.

## Geschichte
Die Fluggesellschaft wurde 2011 gegründet und nahm ihren Betrieb im September 2012 auf. Ihr Hauptsitz befand sich in Jerewan, und der Zvartnots International Airport diente als ihr Hauptdrehkreuz. Sky Net bat Charterdienste sowohl innerhalb Armeniens als auch in benachbarte Regionen an.

## Flotte
| Flugzeugtyp      | Anzahl | bestellt | Anmerkungen | Alter |
| ---------------- | ------ | -------- | ----------- | ----- |
| BAe Jetstream 31 | 1      |          | [ 3 ]       |       |
| Gesamt           | 1      | -        |             |       |